# 隆盛庄镇
隆盛庄镇，是中华人民共和国内蒙古自治区乌兰察布市丰镇市下辖的一个乡镇级行政单位。

## 行政区划
隆盛庄镇下辖以下地区：
大南街社区、大东街社区、南泉村、西夭村、和平村、三应坊村、柏宝庄村、富家乡村、大东营村、四十号村、永善庄村、十号村、二号村、东官村和永王庄村。

## 中国传统村落
隆盛庄村获评“中国传统村落”。